# Ilse Kaschube
Ilse Kaschube, verheiratete Ilse Zeisler, (* 25. Juni 1953 in Altentreptow) ist eine ehemalige deutsche Kanutin.
Ilse Kaschube startete für den SC Neubrandenburg, wo sie von Helmut Hörentrup trainiert wurde. 1970 wurde sie bei den DDR-Meisterschaften Siegerin im Einer-Kajak und mit Dorethea Oltmann im Zweier-Kajak. Im Jahr darauf belegte sie in beiden Klassen Rang vier und wurde im K 2 Junioren-Europameisterin. 1972 wurde sie im K 2 mit Carola Zirzow DDR-Meisterin. Doch aufgrund von Umbesetzungen trat sie nicht mit ihr, sondern mit Petra Grabowsky bei den Olympischen Spielen 1972 in München an. Hinter den Starterinnen aus der Sowjetunion, Ljudmila Pinajewa und Ekaterina Kuryshko, gewannen sie die Silbermedaille und erhielten den Vaterländischen Verdienstorden in Bronze. Im folgenden Jahr gewannen sie zusammen auch den Weltmeistertitel. 1974 wurde sie erneut – nun im Vierer-Kajak – Weltmeisterin und wurde nochmals mit dem Vaterländischen Verdienstorden in Bronze geehrt.
Kaschube ist gelernte Industriekauffrau. Nach ihrer aktiven Karriere wurde sie Abteilungsleiterin im Außenwerk Jarmen des VEB Kleiderwerke Altentreptow. Sie heiratete Anfang März 1975 den früheren Kanadierfahrer Klaus Zeisler. Mit ihm eröffnete sie nach der Wende 1989 einen Baubetrieb.